# Швидкісний трамвай Маніли
Швидкісний трамвай Маніли (філ. Sistema ng Magaang Riles Panlulan ng Maynila), широко відомий як LRT — система міського залізничного транспорту, яка в основному обслуговує метро Маніла, Філіппіни. Хоча її класифікували як систему легкорейкового транспорту, оскільки спочатку використовували транспортні засоби легкої залізниці, зараз вона має характеристики системи швидкого транспорту, такі як висока пропускна здатність пасажирів, повністю відокремлена траса, а пізніше використання повного рухомого складу метро.
LRT спільно управляється Управлінням легкорейкового транспорту (LRTA), урядовою корпорацією при Міністерстві транспорту (DOTr), і корпорацією Light Rail Manila Corporation (LRMC). Разом із залізничною системою метро Маніла та приміською лінією Філіппінських національних залізниць ця система становить залізничну інфраструктуру Манілі.

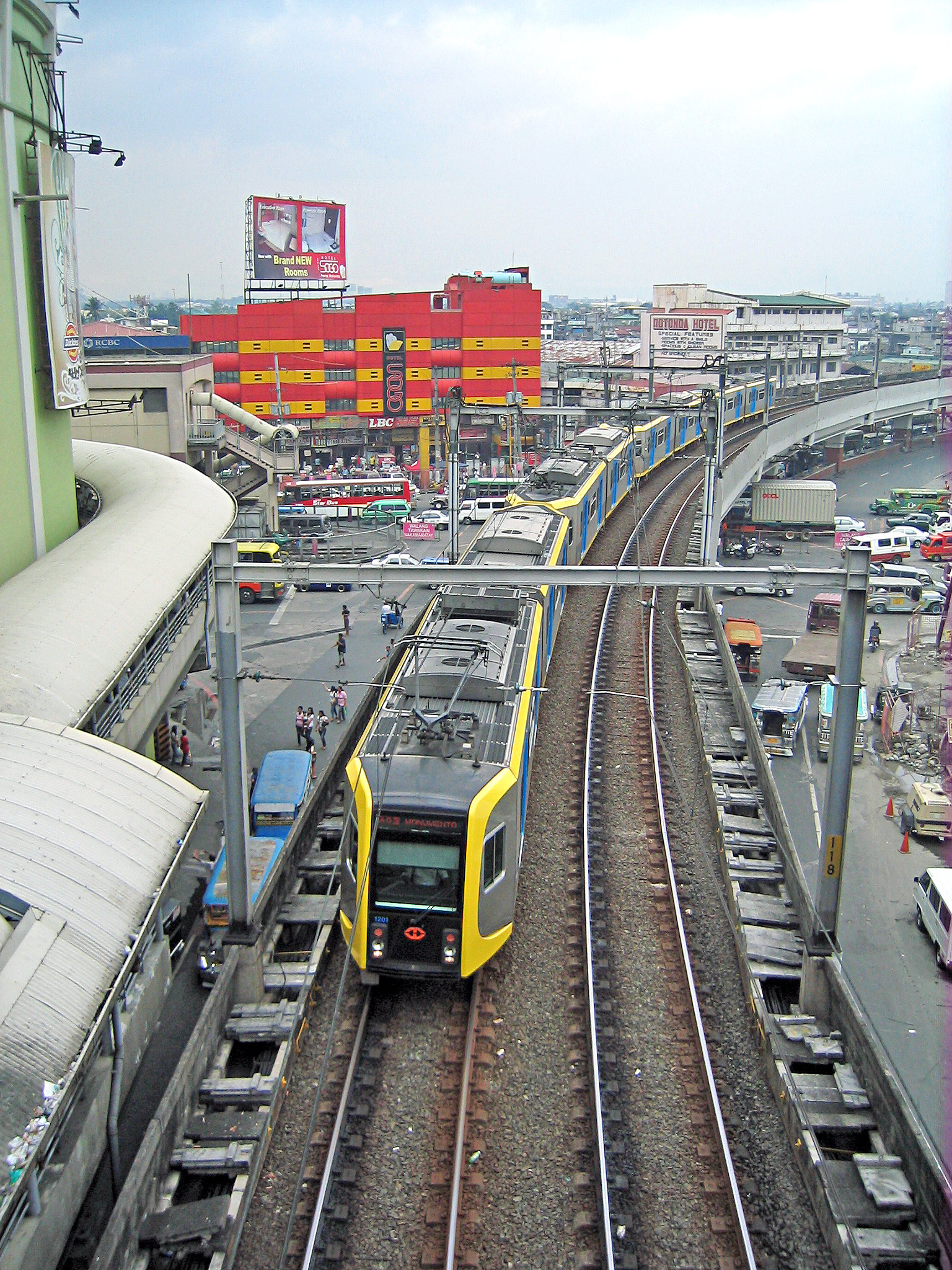
Потяг лінії 1 наближається до станції EDSA

Мережа є переважно надземною. Лінія 1 відкрита в 1984 році та проходить маршрутом з півночі на південь. Лінія 2 була завершена у 2004 році та проходить зі сходу на захід; була побудована з урахуванням додаткових стандартів і критеріїв, як-от безбар'єрний доступ. У 2022 році система в середньому обслужила 305 264 пасажири.
Багаторазова пластикова магнітна система квитків замінила попередню систему на основі жетонів у 2001 році. У 2015 році пластикові магнітні квитки були замінені на Beep, безконтактну смарт-картку, запроваджену для забезпечення спільного продажу квитків на 3 залізничні лінії та деякі автобусні лінії.

## Лінії

### Лінія 1
Лінія 1 на різних етапах своєї історії використовувала двовагонні, тривагонні та чотиривагонні поїзди. Двовагонні поїзди є оригінальними поїздами першого покоління (нумерація вагонів від 1000). Більшість з них були перетворені на тривагонні поїзди, хоча багато двовагонних поїздів залишаються в експлуатації. Потяги з чотирьох вагонів — це більш сучасні Hyundai Precision і Adtranz другого покоління (з 1100) і Kinki Sharyo / Nippon Sharyo третього покоління (1200). Лінію обслуговує 139 вагонів, згрупованих у 40 поїздів: з них 63 вагони першого покоління, 28 — другого покоління, 48 — третього покоління. Один вагон (1037) був серйозно пошкоджений під час вибухів у День Різала і згодом був виведений з експлуатації. Максимальна швидкість цих автомобілів коливається від 60 до 80 кілометрів на годину (37 і 50 миль на годину). Максимальна швидкість цих вагонів коливається між 60 та 80 км/год..

### Лінія 2
На лінії 2 працює вісімнадцять важких чотиривагонних поїздів з легкими кузовами з неїржавіючої сталі та тяговими двигунами змінного струму. Вони мають максимальну швидкість 80 кілометрів на годину і зазвичай займають близько сорока хвилин, щоб проїхати від одного кінця лінії до іншого. Кожен поїзд має ширину 3,2 м і 92,6 м в довжину, що дозволяє вмістити 1628 пасажирів: 232 сидячих і 1396 стоячих. Двадцять розсувних дверей з кожного боку забезпечують швидкий вхід і вихід. Потяги лінії також оснащені кондиціонером, автоматичним керуванням потягом без водія з Центру управління операціями у Сантолані, малошумним керуванням, увімкненим електричним та гідравлічним гальмуванням і замкнутим телебаченням усередині поїздів. Спеціальні відкриті простори та місця призначені для людей в інвалідних візках та літніх пасажирів, а для зручності пасажирів, особливо для незрячих, створені автоматичні оголошення про наступну станцію.